# Dzeng
Dzeng est une commune et un arrondissement du Cameroun, dans le département du Nyong-et-So'o et la région du Centre.

## Population
Lors du recensement de 2005, la commune comptait 9 412 habitants, dont 667 pour Dzeng proprement dit.

## Organisation
Outre Dzeng, la commune comprend les villages suivants :
- Abam
- Abang I
- Abang II
- Adoum
- Adzap Elon
- Aka'a
- Akak
- Assok
- Atega
- Awae
- Ayan
- Bembe
- Bikok
- Biyebe
- Daïdo
- Ebabot
- Ebod Nkou
- Ebok
- Ebomkop I
- Ebomkop II
- Efoulan
- Ekinguili
- Endoum
- Essong
- Evele
- Fon
- Kat
- Komassi
- Mbah
- Mbanga
- Mebenga Djomo
- Mekom
- Minemfoumou
- Ndzandouan
- Ngat I
- Ngat II
- Ngoulminanga
- Nkoeyen
- Nkol-Nguet
- Nkolndongo
- Nkongmedzap
- Obofianga
- Olom
- Omgbang
- Otongan
- Zilli
- Zoassi